# Exército da Virgínia
O Exército da Virgínia foi organizado como uma das unidades principais do Exército da União e operou por um curto período e sem sucesso em 1862 na Guerra Civil Americana. Não deve ser confundido com seu adversário, o confederado Exército da Virgínia do Norte, comandado por Robert Edward Lee.

## História

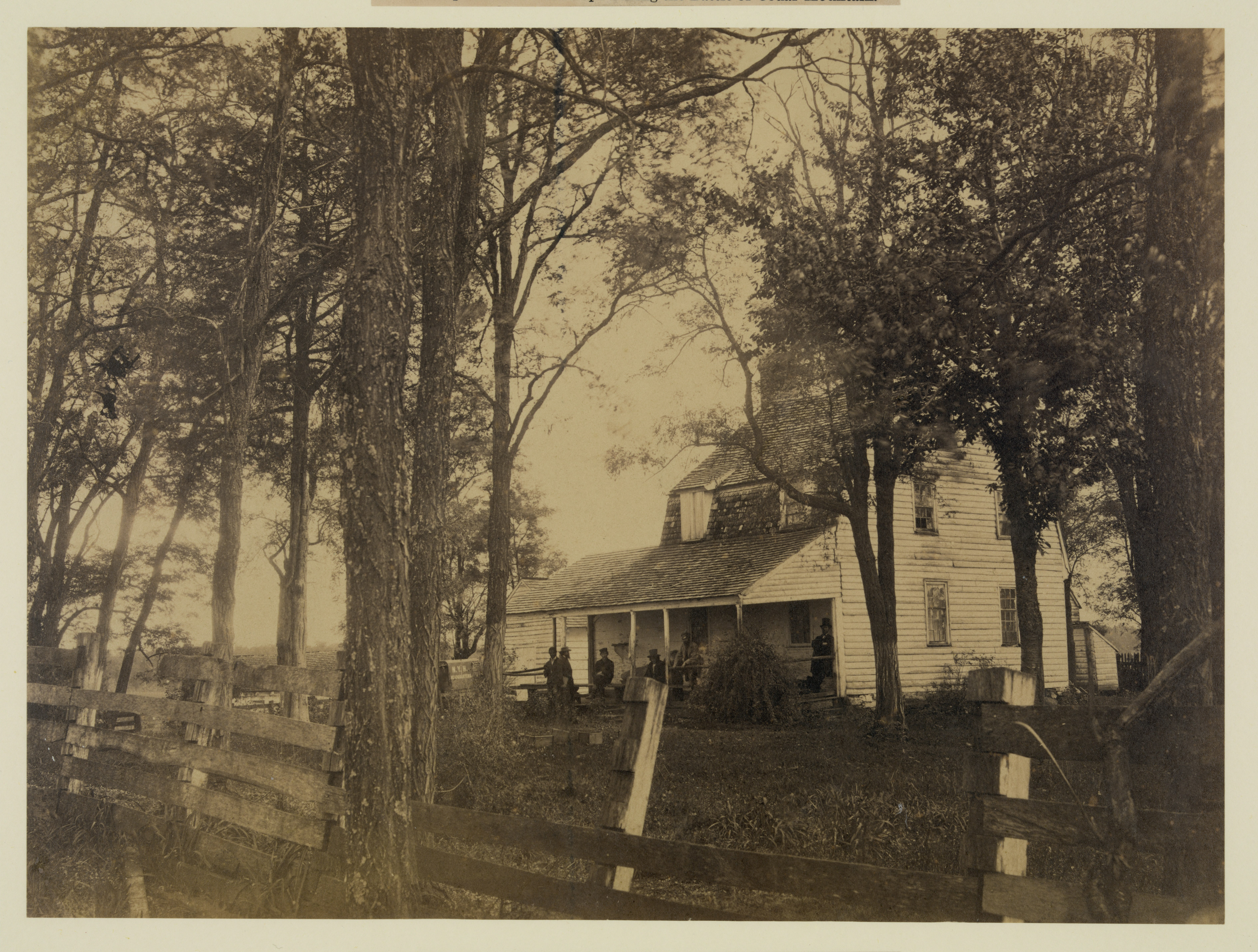
Sede do general Pope durante a batalha de Cedar Mountain

O Exército da Virgínia foi constituído em 26 de junho de 1862, pela Ordem Geral Número 103, a partir de quatro departamentos existentes operando em torno da Virgínia: o Departamento da Montanha, do major-general John Charles Frémont; o Departamento do Rappahannock, do major-general Irvin McDowell; o Departamento do Shenandoah, do major-general Nathaniel Prentice Banks; e a brigada do Distrito Militar de Washington, do brigadeiro-general Samuel D. Sturgis. O major-general John Pope comandou a nova organização, que foi dividida em três corpos de exército com mais de 50.000 homens. Três corpos do Exército do Potomac, do major-general George B. McClellan, posteriormente foram adicionados para operações de combate.
O corpo de exército de Banks, do Exército da Virgínia, lutou contra Stonewall Jackson na batalha de Cedar Mountain, obtendo vantagem inicial, mas foi derrotado por um contra-ataque confederado liderado por A. P. Hill.
Todo o exército foi completamente derrotado na Segunda Batalha de Bull Run por Jackson, Longstreet, e Lee, e retirou-se para as linhas defensivas de Washington, D.C.. Em 12 de setembro de 1862, as unidades do Exército da Virgínia foram incorporadas ao Exército do Potomac e o Exército da Virgínia nunca foi reconstituído.

## Comandante
- Major-general John Pope  (26 de junho - 12 de setembro)

## Organização
Aos três primeiros corpos de exército foram dadas designações numéricas que se sobrepunham com os do Exército do Potomac. Elas foram redesignadas, conforme indicado abaixo, para a Campanha de Maryland e, posteriormente.
- I Corpo, Exército da Virgínia; comandado por Franz Sigel (esse corpo de exército tinha sido o Departamento de Montanha sob o comando de John Frémont, que acabou se tornando o XI Corpo de exército)
- II Corpo, Exército da Virgínia; comandado por Nathaniel Banks (anteriormente conhecido como V Corpo de exército e Departamento do Shenandoah; mais tarde conhecido como XII Corpo de exército)
- III Corpo, Exército da Virgínia; comandado por Irvin McDowell (anteriormente conhecido como I Corpo de exército e Departamento do Rappahannock; revertido para I Corpo de exército)
- Brigada de Cavalaria, comandada por George Dashiell Bayard

Os seguintes corpos de exército foram anexados para as operações durante a Campanha do Norte da Virgínia:
- III Corpo, Exército do Potomac; comandado por Samuel P. Heintzelman
- V Corpo, Exército do Potomac, comandado por John Fitz Porter
- IX Corpo, Exército do Potomac, comandado por Jesse L. Reno
- Divisão de Reynolds, comandada por John F. Reynolds (os Reservas da Pensilvânia)

## Grandes batalhas
- Batalha de Cedar Mountain – Pope (apenas o II Corpo de exército de Banks se envolveu na luta)
- Segunda Batalha de Bull Run – Pope
- Batalha de Chantilly – Pope (embora travada principalmente por tropas do Exército do Potomac, elementos da força de Pope estavam engajados)